# Hemicycla plicaria
Hemicycla plicaria é uma espécie de gastrópode  da família Helicidae
É endémica de Espanha.